# Kenrickodes michauxi
Kenrickodes michauxi là một loài bướm đêm trong họ Noctuidae.